# T1 (Ізмір)
Трамвай Каршияка — міська легкорейкова мережа у районі Каршияка, Ізмір, Туреччина. Лінію, що має 14 станцій, відкрито 11 квітня 2017 року
Одноколійна лінія прямує між Алайбей до пірсу Каршияка, звідти двоколійна лінія прямує на Суат Ташер Ампхитхеатре паралельно береговій лінії. Лінія закінчується на станції Аташехир, де є пересадка на станцію Мавішехір İZBAN. Лінія є часткою проекту Ізмірського муніципалітету по розвитку рейкового транспорту в Ізмірі, Каршияка та Конак, кошторисна вартість проекту 450 млн TL (бл. US $ 120 мільйонів). Будівництво колії розпочалося у квітні 2015 року, і було завершено у січні 2017. Тестові випробування тривали до квітня 2017 року, трамвайна лінія введена в експлуатацію 11 квітня 2017.
Лінія експлуатується Ізмірським метрополітеном Лінією курсують 17 двосторонні, завдовжки 32 м, п'ятивагонні потяги виробництва Hyundai Rotem заводу в Адапазари Кожен вагон має пасажиромісткість 48 осіб, тобто кожен потяг може перевозити до 285 пасажирів. Швидкість потягів становить 24 км/год, а максимальна швидкість — 70 км/год. Лінія має стандартну ширину колії. Мережа електрифіковна 750 В постійного струму
За проектом лінія має бути продовжена до станції Чиглі İZBAN, Університету Ізмір Кятіб Челебі та промзони Ататюрк.

## Станції та пересадки
| Трамвай Каршияка Зелена лінія                                                   | Трамвай Каршияка Зелена лінія | Трамвай Каршияка Зелена лінія                | Трамвай Каршияка Зелена лінія       |
| Станція                                                                         | Платформи                     | Пересадки                                    | Примітки                            |
| ------------------------------------------------------------------------------- | ----------------------------- | -------------------------------------------- | ----------------------------------- |
| Алайбей (тур. Alaybey)                                                          | 1 острівна платформа          | İZBAN, автобус                               | прибл. 0,5 км між трамваєм та İZBAN |
| Каршияка-Іскеле (тур. Karşıyaka İskele)                                         | 1 острівна платформа          | пором, автобус                               |                                     |
| Ніках-Сараї (тур. Nikah Sarayı)                                                 | 1 острівна платформа          |                                              |                                     |
| Юнуслар (тур. Yunuslar)                                                         | 1 острівна платформа          | автобус                                      |                                     |
| Бостанли-Іскеле (тур. Bostanlı İskele)                                          | 2 берегові платформи          | пором, автобус                               | Платформи в шаховому порядку        |
| Чарши (тур. Çarşı)                                                              | 2 берегові платформи          |                                              |                                     |
| Вілаєт-Еві (тур. Vilayet Evi)                                                   | 2 берегові платформи          |                                              |                                     |
| Селджук Яшар (тур. Selçuk Yaşar)                                                | 1 острівна платформа          |                                              |                                     |
| Атакент (тур. Atakent)                                                          | 2 берегові платформи          |                                              |                                     |
| Білім-Мюзесі (тур. Bilim Müzesi)                                                | 1 острівна платформа          |                                              |                                     |
| Спортзал імені Мустафи Кемаля Ататюрка (тур. Mustafa Kemal Atatürk Spor Salonu) | 1 острівна платформа          | Автобус                                      |                                     |
| Мавишехір (тур. Mavişehir)                                                      | 1 острівна платформа          | T1 (Помаранчева лінія)                       |                                     |
| Аташехір-Кавшаги (тур. Ataşehir Kavşağı)                                        | 1 острівна платформа          | T3 (синя лінія), T3 (червона лінія), Автобус |                                     |
| Трамвай Каршияка Помаранчева лінія                                              |                               |                                              |                                     |
| Станція                                                                         | Платформи                     | Пересадки                                    | Примітки                            |
| Мавішехір (тур. Mavişehir)                                                      | 1 острівна платформа          | T1 (Зелена лінія)                            |                                     |
| Чевре-Йолу (тур. Çevre Yolu)                                                    | 2 берегові платформи          |                                              |                                     |
| Аташехір (тур. Ataşehir)                                                        | 2 берегові платформи          |                                              | Тут знаходиться депо.               |